# Nicolás Steno
Nicolás Steno, nacido Niels Steensen, Nicolaus Steno en latín (Copenhague, 11 de enero de 1638 - Schwerin, 5 de diciembre de 1686), fue un polímata, médico, y anatomista danés del siglo XVII, considerado el padre de la geología. Tras convertirse al catolicismo, murió como obispo misionero.
El 23 de octubre de 1988, después de un proceso de 50 años, fue declarado beato por la Iglesia católica en una ceremonia celebrada por el papa Juan Pablo II ante 20 000 devotos en la basílica de San Pedro.

## Biografía

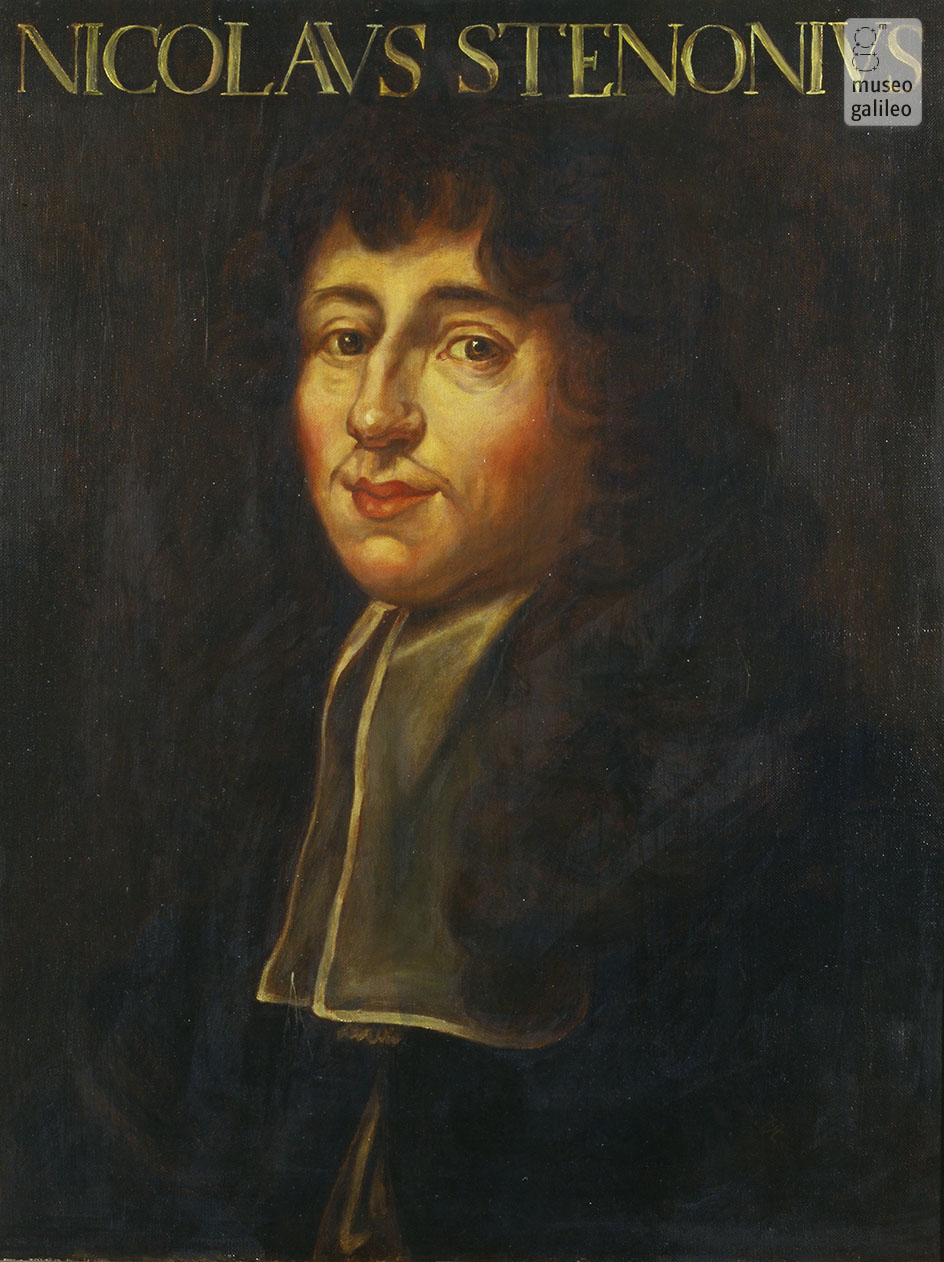
Retrato de Nicolás Steno (1666–1677). Atribuido al pintor Justus Sustermans. (Galería de los Uffizi, Florencia, Italia)

Hijo de un pastor luterano, Steno nació en el invierno de 1638 en Copenhague. Su nombre era Niels Steensen, pero años más tarde, en la universidad siguió la costumbre habitual de latinizarlo: Nicolaus Steno. Bajo ese nombre publicó sus trabajos científicos, aunque firmó su correspondencia en francés como Nicolas Sténon, y la italiana como Niccolò Stenone. Su infancia fue la de un niño enfermizo, aislado de los otros niños, que pasó gran parte de su tiempo escuchando las discusiones religiosas de los mayores. Tras unos años de educación clásica dirigida por el poeta y latinista Ole Borch, de quien aprendió a expresarse fluidamente en latín, en noviembre de 1656, a los dieciocho años, Steno entró en la Universidad de Copenhague para estudiar Medicina. Unos pocos meses después, Dinamarca estaba en guerra y Copenhague sitiada por el ejército sueco, por lo que sus estudios se desarrollaron de forma errática. Su preceptor fue Thomas Bartholin, anatomista famoso por haber descubierto los vasos linfáticos. En aquella época, la anatomía era una ciencia prestigiosa: los detalles de la anatomía humana eran tan nuevos y excitantes como pueda ser hoy la secuenciación del genoma humano, así que Thomas Bartholin fue la persona que lanzó a Steno hacia su primera carrera científica: la anatomía.

### Descubrimiento de la glándula parótida
La caótica situación de Copenhague impidió a Steno obtener un título, por lo que en 1659 consiguió ayuda económica y una carta de recomendación de Thomas Bartholin, partiendo hacia el norte de Alemania y Holanda, donde durante varios meses se dedicó a visitar a distintos científicos, hasta recalar en Ámsterdam donde se hospedó durante tres meses en casa de Gerard Blaes, médico de la ciudad, profesor de anatomía y amigo de Bartholin. 
Una tarde Steno compró una cabeza de cordero y la llevó al laboratorio de Blaes para intentar disecar el cerebro. Primero se dedicó a investigar los vasos, introduciendo una sonda a través de ellos. De improviso notó que la punta de la sonda se movía libremente en una cavidad y tintineaba contra los dientes. Sorprendido, avisó a Blaes, quien no dio importancia al hallazgo, atribuyéndolo a una falsa vía. Steno buscó referencias en los libros de Blaes, no encontrando ninguna mención de ese fino conducto. Unos días después Steno se trasladó a la Universidad de Leiden para continuar sus estudios. Allí repitió la disección, enseñando el conducto a sus profesores, quienes confirmaron que se trataba de un hallazgo nuevo. Hasta ese momento la función de la glándula parótida era desconocida. La Universidad hizo una presentación pública del descubrimiento, llamando al conducto ductus Stenonianus.
En Ámsterdam, Blaes acusó a Steno de haberle robado el hallazgo, y lanzó una campaña contra él que llegó hasta Italia. En otros momentos de su vida, Steno evitará cualquier disputa de este tipo, pero en esta ocasión decidió luchar por su prestigio. Por suerte para él, a continuación Blaes realizó una publicación de su hallazgo llena de inexactitudes anatómicas que Steno pudo desenmascarar en la mesa de disección.
Con el fin de zanjar el asunto, durante el año siguiente Steno se dedicó de manera enfebrecida a la investigación anatómica hasta redactar un manuscrito, que describía en detalle todas las glándulas de la cabeza, haciendo, por ejemplo, por primera vez la descripción completa del aparato lacrimal. Capitales son sus trabajos sobre los músculos: función de los intercostales (levatores costarum), condición muscular de la lengua y del corazón (cor vero musculus est), estructura fibrilar de las masas musculares, etc.
Fundándose en experimentos fisiológicos, su mentalidad cartesiana le lleva a expresar geométricamente los mecanismos del movimiento muscular voluntario; pero despreció el uso del microscopio, que hubiera aclarado su teoría. Durante estos años en Leiden (1661-1663) habría conocido al filósofo Baruch Spinoza, quien por entonces residía en la cercana Rijnsburg.
Vuelve a su patria en 1664, y, al negársele una merecida cátedra, se trasladó a París, hospedándose en casa del científico Melchisédech Thévenot. En el invierno de 1665 presentó su Discurso sobre la anatomía del cerebro, que reflejaba, más que una lección de anatomía, un manifiesto sobre su filosofía de la ciencia. Comenzó su alocución con la siguiente declaración de principios: «En lugar de prometerles satisfacer su interés sobre la anatomía del cerebro, les confieso aquí, honesta y francamente, que no sé nada sobre ella». No era falsa modestia, había llegado a la conclusión de que todo lo escrito previamente sobre el cerebro era tan inexacto y contradictorio que era mejor admitir ignorancia y comenzar poco a poco desde el principio.
Otra de sus polémicas de aquella época fue a propósito de René Descartes. Aunque éste había fallecido hacía quince años, su libro póstumo Sobre el hombre acababa de ser reimpreso en francés. Siguiendo la filosofía mecanicista argumentaba que el cuerpo humano era una máquina simple cuyos procesos y acciones podían explicarse completamente según principios mecánicos, y declaraba que la glándula pineal era el centro que, bajo la dirección del alma, giraba moviendo las cuerdas que controlaban todo el organismo. Steno demostró en una disección pública que la glándula pineal era inmóvil, y estaba adherida a los tejidos periféricos. Los seguidores de Descartes se negaron a aceptar la evidencia. A pesar de esta discusión, Steno aprobaba la filosofía cartesiana. Sobre este caso dejó escrito: «No reprocho a Descartes por su método, sino precisamente por ignorarlo él mismo».

### Ciencia experimental, geología y cristalografía
A pesar de su doctorado en Leiden, y de que su fama como anatomista había crecido en toda Europa, Steno no estaba interesado en practicar la medicina, pues había llegado a la conclusión de que la mayoría de los tratamientos tradicionales eran peor que inútiles. Después de un año en París, en el otoño de 1665 decidió unirse al grupo de científicos, que protegidos por el Fernando II de Médici formaban en Florencia la Accademia del Cimento (Academia de Experimentos), la primera institución académica en el mundo dedicada a la ciencia experimental. Para Steno era el lugar perfecto: los cuerpos para disección procedentes de la horca o del hospital estaban a su disposición, así como una gran variedad de animales.
Sin embargo, a los pocos meses de estar en Florencia, cuando Steno se encontraba trabajando en una teoría de la contracción muscular, ocurrió un hecho que cambió el rumbo de sus intereses científicos. En octubre de 1666, un tiburón gigante fue capturado por pescadores de la costa toscana, y el duque Fernando II de Médici eligió a Steno para realizar la disección del animal. 
Desde su época de estudiante en Copenhague había estado Steno interesado en la naturaleza de los fósiles. Su tutor, Bartholin, había realizado un estudio sobre las propiedades curativas de unas piedras abundantes en las cuencas mediterráneas llamadas glossopetrae ('lenguas de piedra'), y poseía una colección de éstos y otros fósiles recolectados por él mismo en la isla de Malta. Probablemente Steno había leído el estudio publicado un siglo antes por un médico de Montpellier llamado Guillaume Rondelet, que decía que los dientes de los tiburones grandes eran exactamente iguales a las glossopetrae. Así que en el informe que realizó sobre la disección del tiburón añadió una digresión sobre el origen de las glossopetrae y otros fósiles, en la cual, de una manera cautelosa, decía que «aquellos que adoptan la posición de que las glossopetrae son dientes de tiburón petrificados, pueden estar no lejos de la verdad». Además para Steno esta cuestión era solo una parte del problema general de las conchas marinas fósiles y otros cuerpos marinos excavados en la tierra en lugares alejados del mar, incluso en las montañas. Para Steno la forma inalterada de las conchas fósiles demostraba que cuando quedaron enterradas la roca que las contiene todavía no era sólida. Esas rocas debían haber sido originalmente un sedimento blando dejado por el agua de un mar que hubiera cubierto antes esa tierra. Los fósiles habrían sido partes duras de criaturas que habían vivido en esas aguas. Otra vez de manera muy precavida, para no atraerse enemigos, señala en su escrito: «si alguien pudiera creer que partes del suelo de aquellos lugares en los que dichos fósiles han sido excavados, han cambiado su situación en algún momento, no se le puede imputar que piense algo contrario a la razón y la experiencia». 
Estas ideas chocaban totalmente con la mayoría de los conceptos admitidos en aquella época. Se pensaba en ese entonces que la Tierra tenía una antigüedad calculada en unos 6000 años. Este corto periodo no permitía pensar que hubieran ocurrido grandes cambios, y además la Biblia describe muchos accidentes geográficos que no han cambiado hasta hoy. La existencia de conchas marinas en las montañas era un problema difícil de entender. La mayoría seguían la doctrina de Aristóteles, según el cual las conchas marinas crecían de manera espontánea, tanto en la tierra seca como en el mar. Para otros, las conchas marinas se habían depositado durante el diluvio universal.
Durante los dos años siguientes a la disección del tiburón, Steno se dedicó fundamentalmente a los estudios de campo, buscando estratos con fósiles. Sin embargo, no abandonó completamente los estudios anatómicos, y de hecho, en este tiempo realizó uno de sus más importantes descubrimientos: la existencia de los óvulos femeninos. Hasta ese momento los anatomistas habían creído que los ovarios eran testes degenerados. 
Finalmente, en 1668, Steno publicó su obra maestra De solido intra solidum naturaliter contento dissertationis prodromus (Discurso preliminar de una disertación sobre los cuerpos sólidos de manera natural contenidos en un sólido) por la cual es considerado el padre de la geología. Hasta ese momento la Tierra no tenía historia. A partir de ese momento la edad de la Tierra comenzó a expandirse (solo se acentuó desde Cuvier en el siglo XIX): pero se mantuvo aún en unos pocos miles de años. Se produjo lentamente hasta llegar a los 4600 millones de años considerados actualmente. 
De Solido propuso unos principios que hoy son conocidos como los «principios de Steno». El primero es el de la superposición de los estratos: existen capas de sedimentos de manera que la inferior fue depositada primero, y la superior la última. Es decir, las capas de la corteza terrestre contienen una narrativa. El segundo es el de la horizontalidad original: no importa cuál sea la orientación actual de un estrato, fue un depósito creado por el agua, y por tanto, fue originalmente horizontal. El tercero es el de la continuidad lateral: el agua deposita sedimentos en una capa continua que termina solamente en el borde de su cuenca. Por tanto, capas de rocas correspondientes a ambos lados de un valle fueron originalmente una sola capa. En la parte final de su escrito, Steno se preocupa de que alguien pueda pensar que sus propuestas son impías y trata de conciliarlas con las Sagradas Escrituras.
En cristalografía también lleva su nombre una ley acerca de la constancia de ángulos interfaciales.
Aunque los enunciados de Steno parecen de sentido común, fueron rechazados por la comunidad científica de la época. Durante el siglo XVIII el libro De Solido fue reimpreso dos veces en Italia, pero sus principios fueron ignorados hasta que la Protogæa de Leibniz, vio la luz a mediados de siglo recordando las ideas de Steno (a quien leyó y conoció en 1678), sobre el origen de los fósiles y de los estratos rocosos. Incluso para Voltaire, el principio de la generación espontánea de conchas marinas en las montañas, y la inmutabilidad de la Tierra desde su creación eran principios que no distorsionaban el orden racional del globo. A partir de finales del XVIII el comienzo de la revolución industrial condujo a un interés por localizar las riquezas minerales e investigar los estratos rocosos, así que las razones económicas acabaron enterrando las barreras religiosas o filosóficas. Aunque no fue hasta principios del siglo XIX que el Papa Pío VII permitió a los católicos «entender los días de la creación como periodos indeterminados de tiempo en lugar de días literales de 24 horas»,[cita requerida] levantando así algunos reparos religiosos a las teorías de la evolución geológica de la Tierra.[cita requerida]

### Últimos años
Cada vez le atraía más la vida espiritual y el afán de contribuir a soldar la escisión de los cristianos. Efectuó algunos viajes científicos más y pasó dos años en Copenhague como Anatomicus regius, regresando después a Florencia. Su preocupación religiosa irá in crescendo toda su vida, convirtiéndose en 1667 a la fe católica, y ordenándose sacerdote en 1675. A partir de esa fecha abandona completamente su actividad científica y adopta una forma de vida ascética, dedicándose exclusivamente a la oración y a la evangelización.
En 1671 escribió una diatriba contra Spinoza en respuesta a la publicación por parte de este del Tratado teológico-político, aunque no la divulgó hasta 1675. En esta carta abierta, incluida asimismo en las Epístolas del filósofo neerlandés, Steno se refiere a su antiguo amigo como «reformador de la nueva filosofía», y conmina a Spinoza a abjurar de su sistema filosófico y a ingresar en la Iglesia católica. Dos años más tarde, en septiembre de 1677, Steno denunció a Spinoza ante el Santo Oficio e hizo entrega a dicho órgano inquisitorial de una copia de la Ética spinoziana.
En noviembre de 1677 fue consagrado obispo y enviado como vicario apostólico a las ciudades hanseáticas. Grandes fueron sus sufrimientos en aquel medio totalmente luterano, en el que se hizo valer por su prestigio científico y por su vida pobre y sacrificada.
Los últimos años de su vida vive en la más absoluta pobreza y autonegación. En esa época conoce a Leibniz en Hannover, el cual estaba enormemente interesado en el potencial de la nueva ciencia creada por Steno, pero este rechaza incluso hablar de ciencia. 
En 1686 murió Steno en Schwerin. Su cuerpo fue trasladado a Florencia a expensas del Duque de Medici. Desde entonces descansa en la basílica de San Lorenzo, en una capilla cercana a los famosos púlpitos de Donatello, la escalinata de Miguel Ángel y la sacristía de Brunelleschi. Una lápida, entre otras, colocada allí por los participantes en el Congreso Internacional de Geología de 1883, dice: 

Nicolai Stenonis / Episcopi Titiopolitani / Viro Deo pleni / Quidquid mortale fuit, hic situm est./ Dania genuit Heterodoxum / Hetruria Orthodoxum / Roma / Virtute probatum sacris infulis insignivit / Saxonio inferior / Fortem Evangelii assertorem agnovit / Demum / Diuturnis pro Christo laboribus aerumnisque confectum / Suerinum desideravit / Ecclesia deflevit / Florentia sibi restitui / Saltem in cineribus voluit. / A. D. MDCLXXXVII

## Obra
- Discours sur L'Anatomie du Cerveau (1669) – Sobre la base de las conferencias dadas en París 1665. Facsímil
- Udgivet på dansk ved Troels Kardel som Foredrag om Hjernens Anatomi (1669/1997), Nyt Nordisk Forlag Arnold Busck, ISBN 87-17-06706-5. El libro contiene, además de la conferencia, comentarios del rector Kjeld Møllgård, el médico Margrethe Herning y Troels Kardel
- De solido intra solidum naturaliter contento dissertationis prodromus ("Foreløbigt udkast til en afhandling om et fast legeme naturligt indesluttet i et fast legeme") (1669/1671)

## Reconocimientos
Zoología
- Hay dos géneros de delfines que llevan su nombre: Steno y Stenella.
- Un caballo del Plioceno, Equus stenonis, el más antiguo del género Equus en Europa (ver Evolución de los équidos)

Astronomía
- El cráter lunar Steno lleva este nombre en su memoria.[10]
- El cráter marciano Steno también conmemora su nombre.[11]

## Referencias

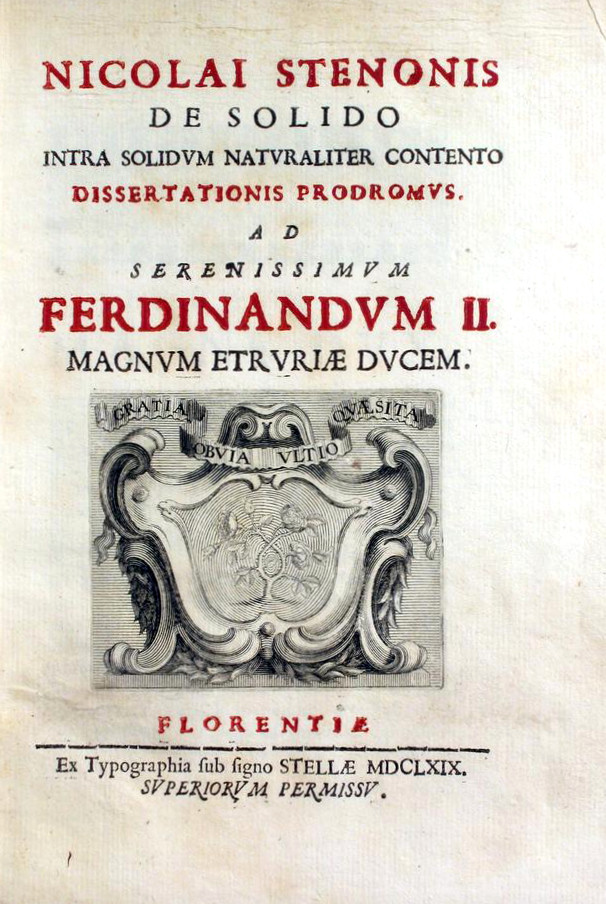
Facsímil del frontispicio de De solido intra solidum naturaliter contento dissertationis prodromus (1669)

## Bibliografía

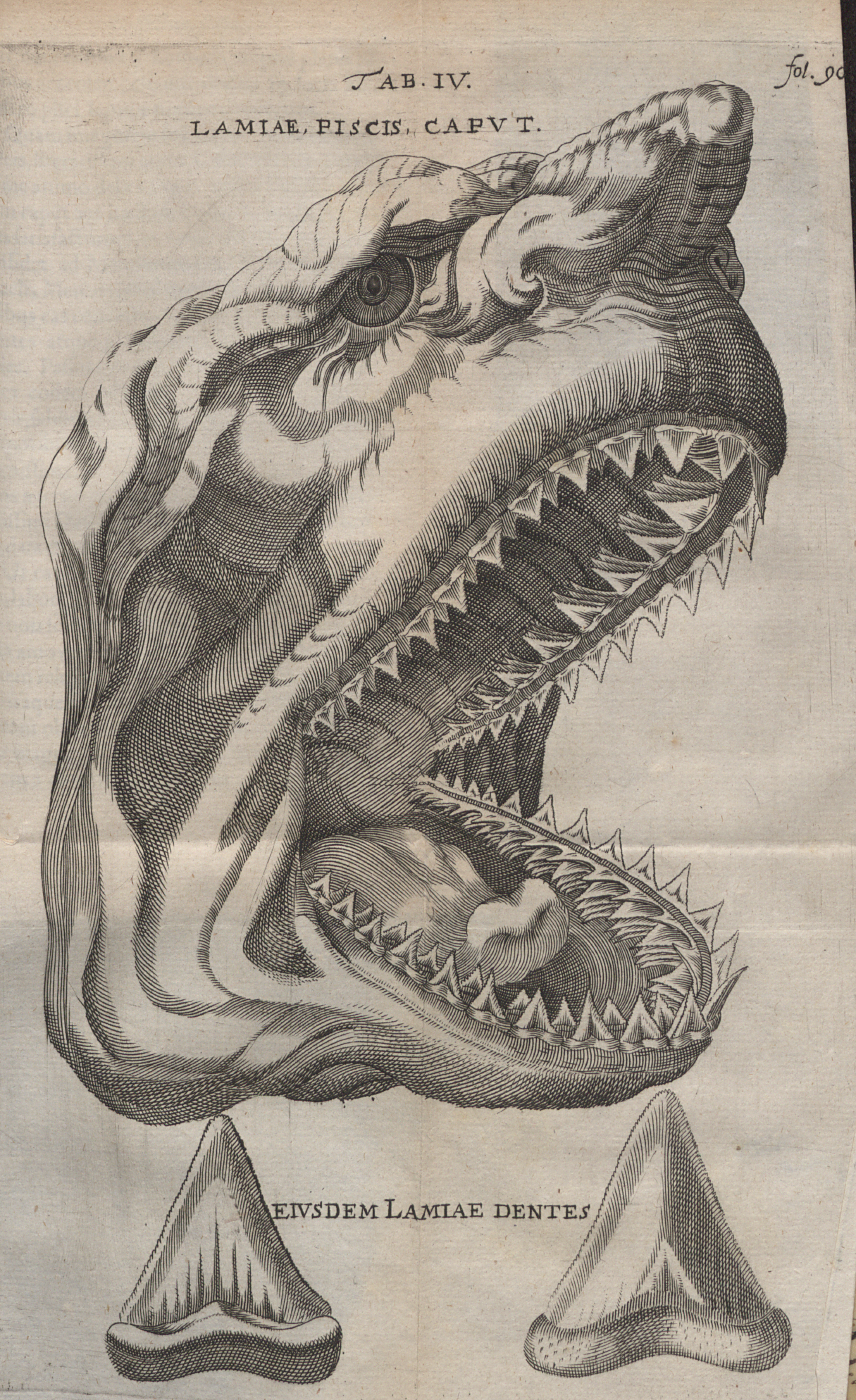
Elementorum myologiae specimen, 1669